# Вишисуаз

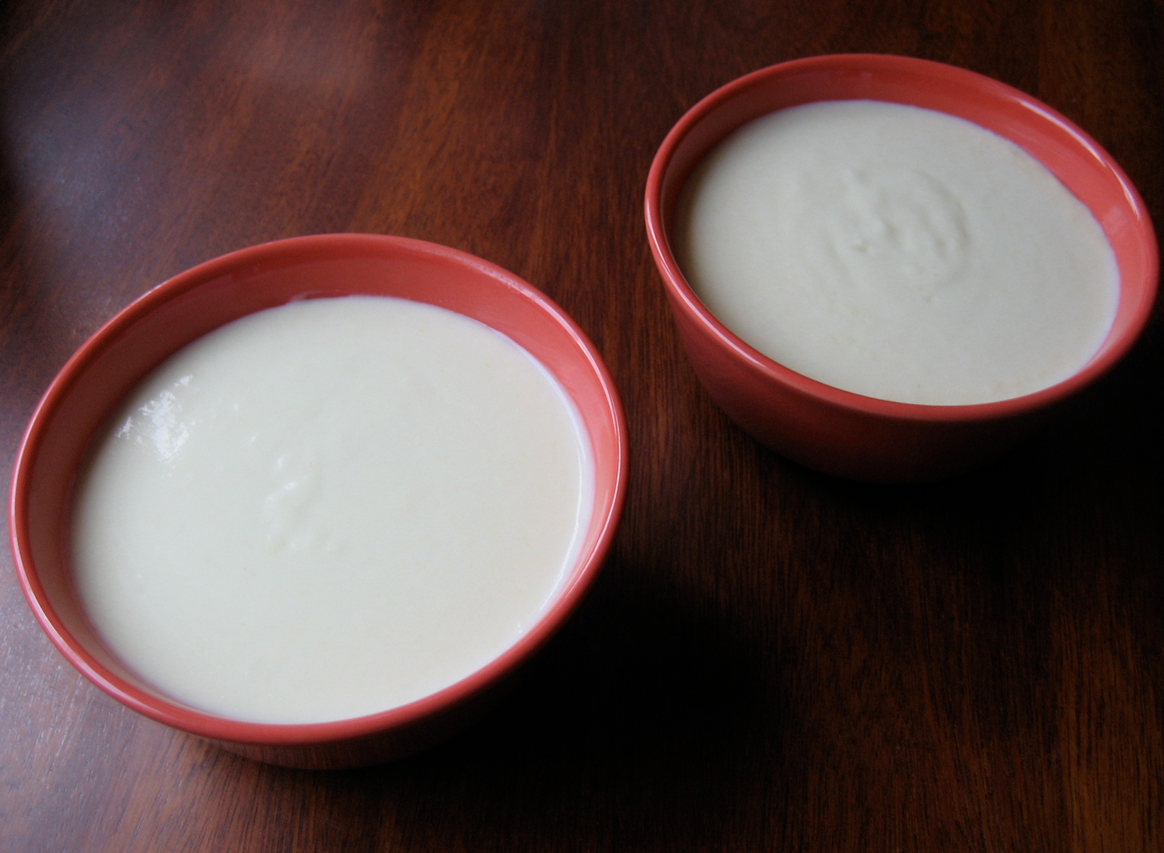
Вишисуаз

Вишисуа́з (фр. vichyssoise) — луковый суп-пюре. Суп готовится из различных сортов лука, прежде всего лука-порея, который слегка поджаривается вместе с картофелем в сливочном масле, затем овощи тушатся в курином бульоне. Наконец суп взбивается вместе со сливками до состояния пюре. Как правило, блюдо подаётся холодным, поскольку считается, что его особенно выгодно есть летом в палящую жару. По французской традиции суп подаётся с салатом из слегка обжаренных с чесноком креветок и мелко нарубленного фенхеля. Как и в другие супы-пюре, в вишисуаз иногда добавляют сухари.

## История
Достоверно неизвестно, кто изобрёл данное блюдо. По наиболее распространённой версии создателем этого блюда является шеф-повар нью-йоркского ресторана компании «Ритц-Карлтон» Луи Диа французского происхождения. В своём интервью журналу «Нью-Йоркер» он ностальгировал:

Как-то летом 1917-го, на седьмой год работы в «Ритц», мне вдруг вспомнилось, как мы обедали классическим луковым супом, что обычно готовила мама или бабушка. Помню, как летом, спасаясь от жары, мы со старшим братом любили заливать его холодным молоком — и как же вкусно это было. Вот я и решил приготовить что-то такое для посетителей «Ритц».
Оригинальный текст (англ.)In the summer of 1917, when I had been at the Ritz seven years, I reflected upon the potato and leek soup of my childhood which my mother and grandmother used to make. I recalled how during the summer my older brother and I used to cool it off by pouring in cold milk and how delicious it was. I resolved to make something of the sort for the patrons of the Ritz.

Диа тогда назвал его по-французски crème vichyssoise glacée (рус. охлаждённый сливочный вишисуаз) в честь известного французского курорта Виши близ его родной коммуны Монмаро.
С другой стороны, в 1869 году очень похожий рецепт опубликовал в своей «Королевской кулинарной книге» (англ. The Royal Cookery Book) французский повар Жюль Гуффе, однако он не предлагал подавать его холодным.